# سوكودي
سوكودي هي مدينة، في توغو، تقع في الإقليم الأوسط، بلغ عدد سكانها 113,000  نسمة.

## المناخ
يظهر الجدول التالي التغييرات المناخية على مدار السنة لسوكودي:
| البيانات المناخية لـسوكودي                                                                              | البيانات المناخية لـسوكودي | البيانات المناخية لـسوكودي | البيانات المناخية لـسوكودي | البيانات المناخية لـسوكودي | البيانات المناخية لـسوكودي | البيانات المناخية لـسوكودي | البيانات المناخية لـسوكودي | البيانات المناخية لـسوكودي | البيانات المناخية لـسوكودي | البيانات المناخية لـسوكودي | البيانات المناخية لـسوكودي | البيانات المناخية لـسوكودي | البيانات المناخية لـسوكودي |
| الشهر                                                                                                   | يناير                      | فبراير                     | مارس                       | أبريل                      | مايو                       | يونيو                      | يوليو                      | أغسطس                      | سبتمبر                     | أكتوبر                     | نوفمبر                     | ديسمبر                     | المعدل السنوي              |
| --- | -------------------------- | -------------------------- | -------------------------- | -------------------------- | -------------------------- | -------------------------- | -------------------------- | -------------------------- | -------------------------- | -------------------------- | -------------------------- | -------------------------- | -------------------------- |
| الدرجة القصوى °م (°ف)                                                                                   | 40.5 (104.9)               | 41.0 (105.8)               | 40.5 (104.9)               | 40.5 (104.9)               | 38.0 (100.4)               | 36.5 (97.7)                | 38.5 (101.3)               | 38.0 (100.4)               | 35.7 (96.3)                | 40.5 (104.9)               | 39.9 (103.8)               | 38.0 (100.4)               | 41.0 (105.8)               |
| متوسط درجة الحرارة الكبرى °م (°ف)                                                                       | 34.1 (93.4)                | 35.5 (95.9)                | 35.4 (95.7)                | 33.9 (93.0)                | 32.3 (90.1)                | 30.4 (86.7)                | 28.9 (84.0)                | 28.6 (83.5)                | 29.7 (85.5)                | 31.8 (89.2)                | 33.7 (92.7)                | 33.6 (92.5)                | 32.3 (90.1)                |
| المتوسط اليومي °م (°ف)                                                                                  | 26.3 (79.3)                | 28.0 (82.4)                | 28.7 (83.7)                | 27.9 (82.2)                | 26.7 (80.1)                | 25.5 (77.9)                | 24.4 (75.9)                | 24.0 (75.2)                | 24.8 (76.6)                | 25.6 (78.1)                | 26.4 (79.5)                | 25.9 (78.6)                | 26.2 (79.2)                |
| متوسط درجة الحرارة الصغرى °م (°ف)                                                                       | 17.6 (63.7)                | 19.8 (67.6)                | 21.8 (71.2)                | 22.2 (72.0)                | 21.7 (71.1)                | 21.0 (69.8)                | 20.7 (69.3)                | 20.0 (68.0)                | 20.4 (68.7)                | 20.2 (68.4)                | 18.1 (64.6)                | 17.2 (63.0)                | 20.1 (68.2)                |
| أدنى درجة حرارة °م (°ف)                                                                                 | 10.0 (50.0)                | 11.0 (51.8)                | 15.8 (60.4)                | 18.0 (64.4)                | 18.0 (64.4)                | 16.0 (60.8)                | 16.0 (60.8)                | 16.8 (62.2)                | 15.5 (59.9)                | 16.0 (60.8)                | 11.0 (51.8)                | 10.0 (50.0)                | 10.0 (50.0)                |
| الهطول مم (إنش)                                                                                         | 4.9 (0.19)                 | 17.4 (0.69)                | 65.7 (2.59)                | 103.0 (4.06)               | 138.8 (5.46)               | 186.5 (7.34)               | 233.1 (9.18)               | 246.2 (9.69)               | 252.8 (9.95)               | 117.0 (4.61)               | 19.7 (0.78)                | 11.7 (0.46)                | 1٬396٫7 (54.99)            |
| متوسط أيام هطول الأمطار (≥ 1.0 mm)                                                                      | 0                          | 1                          | 5                          | 8                          | 11                         | 13                         | 16                         | 18                         | 16                         | 8                          | 1                          | 1                          | 97                         |
| متوسط الرطوبة النسبية (%)                                                                               | 35                         | 49                         | 64                         | 71                         | 76                         | 82                         | 84                         | 85                         | 86                         | 80                         | 69                         | 54                         | 70                         |
| ساعات سطوع الشمس الشهرية                                                                                | 262.9                      | 243.1                      | 235.0                      | 214.7                      | 220.2                      | 174.8                      | 124.7                      | 110.4                      | 135.5                      | 213.9                      | 250.6                      | 256.0                      | 2٬441٫8                    |
| المصدر #1: الأرصاد الجوية الألمانية                                                                     |                            |                            |                            |                            |                            |                            |                            |                            |                            |                            |                            |                            |                            |
| المصدر #2: الإدارة الوطنية للمحيطات والغلاف الجوي (sun 1961–1990), Meteo Climat (record highs and lows) |                            |                            |                            |                            |                            |                            |                            |                            |                            |                            |                            |                            |                            |

## أعلام
- عاصيمو توريه
- محمد قادر
- ايلاص بيبو
- إديم كوجو